# ولونغونغ
ولونغونغ (ولونجونج) مدينة ساحلية تقع جنوب سيدني في ولاية نيو ساث ويلز أستراليا تبعد عن سيدني جنوبا 45 دقيقة بالسيارة، كما أنها مدينة آمنة وتحتوي على بنية تحية جيدة وشبكة مواصلات حديثة. ويوجد بها مجمع تجاري للتسوق وتحتوي على مناظر خلابة.
وهي مدينة اقتصادية مقارنة بالمدن الكبيرة كما يوجد بها عدة فنادق وشقق مفروشه ومستشفى وعيادة (مركز صحي)
http://www.tourismwollongong.com/
وتمتاز مدينة ولونجونج بوجود جامعة ولونغونغ : UOW) تم إنشاء الجامعة عام 1951 في ولونغونغ كجامعة ويوجد بها العديد من التخصصات الجيده ويقدر عدد الطلاب الدوليين بحوالي 3000 آلاف طالب من الخليج العربي والصين واليابان وإندونسيا وفيتنام ودول عديده
www.uow.edu.au/

## المناخ
يظهر الجدول التالي التغييرات المناخية على مدار السنة لولونغونغ:
| البيانات المناخية لـولونغونغ      | البيانات المناخية لـولونغونغ | البيانات المناخية لـولونغونغ | البيانات المناخية لـولونغونغ | البيانات المناخية لـولونغونغ | البيانات المناخية لـولونغونغ | البيانات المناخية لـولونغونغ | البيانات المناخية لـولونغونغ | البيانات المناخية لـولونغونغ | البيانات المناخية لـولونغونغ | البيانات المناخية لـولونغونغ | البيانات المناخية لـولونغونغ | البيانات المناخية لـولونغونغ | البيانات المناخية لـولونغونغ |
| الشهر                             | يناير                        | فبراير                       | مارس                         | أبريل                        | مايو                         | يونيو                        | يوليو                        | أغسطس                        | سبتمبر                       | أكتوبر                       | نوفمبر                       | ديسمبر                       | المعدل السنوي                |
| --------------------------------- | ---------------------------- | ---------------------------- | ---------------------------- | ---------------------------- | ---------------------------- | ---------------------------- | ---------------------------- | ---------------------------- | ---------------------------- | ---------------------------- | ---------------------------- | ---------------------------- | ---------------------------- |
| الدرجة القصوى °م (°ف)             | 44.1 (111.4)                 | 41.7 (107.1)                 | 40.2 (104.4)                 | 35.4 (95.7)                  | 28.5 (83.3)                  | 24.7 (76.5)                  | 25.7 (78.3)                  | 30.3 (86.5)                  | 34.2 (93.6)                  | 38.8 (101.8)                 | 40.6 (105.1)                 | 41.5 (106.7)                 | 44.1 (111.4)                 |
| متوسط درجة الحرارة الكبرى °م (°ف) | 25.6 (78.1)                  | 25.6 (78.1)                  | 24.5 (76.1)                  | 22.5 (72.5)                  | 20.0 (68.0)                  | 17.6 (63.7)                  | 17.0 (62.6)                  | 18.3 (64.9)                  | 20.3 (68.5)                  | 22.1 (71.8)                  | 22.9 (73.2)                  | 25.0 (77.0)                  | 21.8 (71.2)                  |
| المتوسط اليومي °م (°ف)            | 21.7 (71.1)                  | 21.9 (71.4)                  | 20.6 (69.1)                  | 18.3 (64.9)                  | 15.9 (60.6)                  | 13.5 (56.3)                  | 12.6 (54.7)                  | 13.5 (56.3)                  | 15.4 (59.7)                  | 17.3 (63.1)                  | 18.6 (65.5)                  | 20.7 (69.3)                  | 17.5 (63.5)                  |
| متوسط درجة الحرارة الصغرى °م (°ف) | 17.9 (64.2)                  | 18.2 (64.8)                  | 16.7 (62.1)                  | 14.2 (57.6)                  | 11.8 (53.2)                  | 9.4 (48.9)                   | 8.3 (46.9)                   | 8.8 (47.8)                   | 10.6 (51.1)                  | 12.6 (54.7)                  | 14.4 (57.9)                  | 16.5 (61.7)                  | 13.3 (55.9)                  |
| أدنى درجة حرارة °م (°ف)           | 9.6 (49.3)                   | 10.3 (50.5)                  | 9.1 (48.4)                   | 5.1 (41.2)                   | 3.1 (37.6)                   | 2.0 (35.6)                   | 0.8 (33.4)                   | 2.0 (35.6)                   | 3.3 (37.9)                   | 4.7 (40.5)                   | 5.4 (41.7)                   | 8.3 (46.9)                   | 0.8 (33.4)                   |
| معدل هطول الأمطار مم (إنش)        | 130.3 (5.13)                 | 156.4 (6.16)                 | 160.4 (6.31)                 | 129.3 (5.09)                 | 106.4 (4.19)                 | 112.4 (4.43)                 | 63.4 (2.50)                  | 83.3 (3.28)                  | 67.4 (2.65)                  | 100.5 (3.96)                 | 115.6 (4.55)                 | 94.6 (3.72)                  | 1٬320٫9 (52.00)              |
| متوسط الأيام الممطرة              | 13.8                         | 13.7                         | 14.5                         | 11.2                         | 10.8                         | 9.7                          | 8.5                          | 7.8                          | 9.3                          | 11.4                         | 13.6                         | 13.0                         | 137.3                        |
| Average afternoon رطوبة نسبية (%) | 68                           | 69                           | 66                           | 63                           | 62                           | 59                           | 54                           | 52                           | 55                           | 61                           | 64                           | 64                           | 61                           |
| المصدر:                           |                              |                              |                              |                              |                              |                              |                              |                              |                              |                              |                              |                              |                              |

## توأمة
لولونغونغ اتفاقيات توأمة مع كل من:
- كاواساكي
- بالم ديسيرت
- أوخريد

## أعلام
- ألان مكمان
- أولغا ماسترز
- توماس لويس
- ماثيو جورمان
- لوك ويلكشير
- دايفيد هيرلي
- أنتي زانتيك
- مايك جونسون
- مايل ستريوفسكي
- بريت لي